# Bydgoskie Impresje Muzyczne

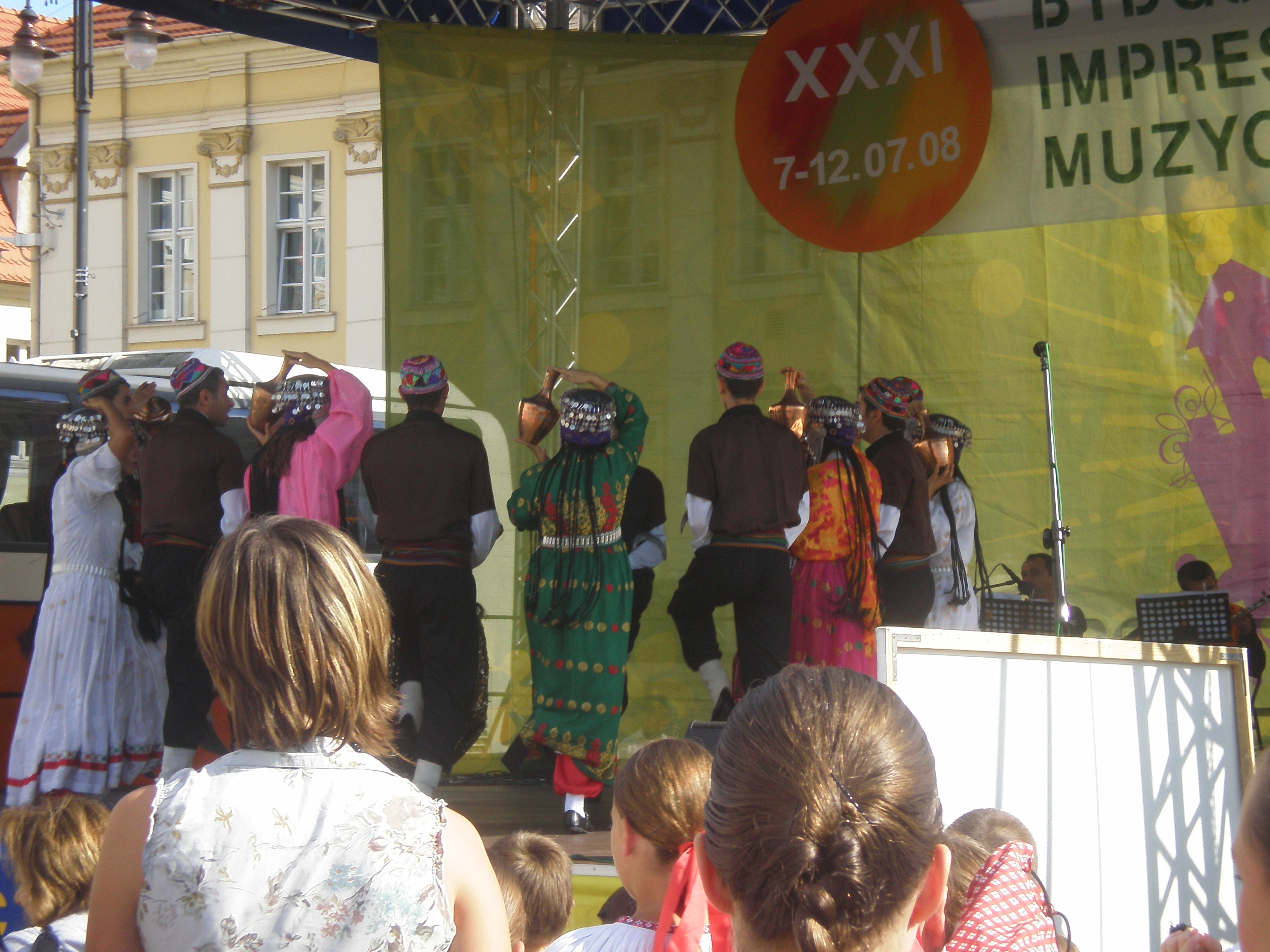
XXXI Bydgoskie Impresje Muzyczne w 2008 r.

Bydgoskie Impresje Muzyczne – międzynarodowy festiwal taneczno-muzyczny zwany również Międzynarodowymi Spotkaniami Muzykującej Młodzieży, organizowany corocznie od 1977 r. przez Pałac Młodzieży w Bydgoszczy.

## Historia
Pierwsza edycja konkursu odbyła się w lipcu 1977 w Bydgoszczy. Organizatorami byli działacze z bydgoskiego Pałacu Młodzieży otwartego w 1974 r., wspomagani przez Ministerstwo Oświaty i Wychowania oraz Ministerstwo Kultury i Sztuki. Jako cel postawiono sobie konfrontację poziomu i doświadczeń amatorskiego ruchu artystycznego muzykującej młodzieży szkolnej, popularyzację dorobku muzycznego, inspirowanie kierunków i form działalności zespołów muzycznych oraz nawiązanie przyjaźni muzykującej młodzieży.
W pierwszej edycji konkursu wzięło udział 15 zespołów prezentujących muzykę ludowo-narodową, poważną i popularną z Bułgarii, Czechosłowacji, NRD, Rumunii, Związku Radzieckiego i Polski. Zmagania zespołów, ubiegających się o główne trofea BIM – „Złote struny” obserwowane były przez tysiące bydgoskiej młodzieży podczas wielu koncertów w osiedlowych klubach, domach kultury. Uczestnicy BIM wyjeżdżali również do bydgoskich zakładów pracy, aby wystąpić dla załóg w specjalnie dla nich przygotowanych programach.
Podczas III Bydgoskich Impresji Muzycznych w 1979 r. zbierano fundusze na konto budowy Pomnika-Szpitala Centrum Zdrowia Dziecka w Warszawie. Od 1989 r. BIM wzbogacone zostały o Międzynarodową Orkiestrę Symfoniczną, w składzie której znaleźli się młodzi instrumentaliści – słuchacze średnich i wyższych szkół muzycznych.
Podczas 33 edycji festiwalu (1977–2010) w bydgoskim Pałacu Młodzieży gościło ponad 500 zespołów młodzieżowych z kilkudziesięciu krajów m.in. z Austrii, Belgii, Białorusi, Bułgarii, Chin, Czech, Chorwacji, Cypru, Danii, Estonii, Finlandii, Francji, Grecji, Gruzji, Hiszpania, Litwy, Łotwy, Niemiec, Polski, Rosji, Rumunii, Słowacji, Serbii, Szwecji, Turcji, Ukrainy, USA, Węgier, Włoch, Wielkiej Brytanii.

## Charakterystyka
Bydgoskie Impresje Muzyczne są najważniejszą imprezą o zasięgu międzynarodowym organizowaną przez bydgoski Pałac Młodzieży. Do miasta zjeżdżają polskie i zagraniczne zespoły o różnorodnym charakterze: chóry i orkiestry, zespoły taneczne, ludowe, muzyki dawnej, jazzowe i rockowe. Grupy muzyków liczą od 250 do 1500 osób. W ciągu tygodnia w lipcu każdego roku odbywa się kilkanaście koncertów w nie tylko w Pałacu Młodzieży, ale w wielu obiektach kulturalnych miasta (m.in. Operze Nova, Filharmonii Pomorskiej), także na stadionach, kościołach, klubach i w innych miejscowościach województwa kujawsko-pomorskiego. Tradycją są tańce zespołów na scenie ustawionej na Starym Rynku w Bydgoszczy, przemarsze zespołów ulicami miasta oraz spotkania z władzami grodu, aby otrzymać na czas trwania imprezy symboliczne „klucze do jego bram”.
Podstawową częścią festiwalu jest konkurs, w którym zespoły ubiegają się o nagrody. Zespoły mogą także uczestniczyć w festiwalu poza konkursem koncertując i biorąc udział we wszystkich wydarzeniach towarzyszących (spotkanie narodowe, dyskoteki, zajęcia sportowe i rekreacyjne, wycieczki).

## Cele
- prezentacja i konfrontacja dorobku artystycznego zespołów wokalnych, instrumentalnych i tanecznych, pochodzących z różnych krajów i kontynentów[4];
- popularyzacja polskiej literatury muzycznej, kultury i tradycji narodowych;
- nawiązanie kontaktów artystycznych i wymiana doświadczeń;
- zapewnienie młodzieży twórczego i aktywnego wypoczynku.

## Zasady uczestnictwa
- w festiwalu mogą brać udział polskie i zagraniczne, amatorskie zespoły muzyczne[4];
- charakter zespołów może być zróżnicowany:
  - chóry,
  - orkiestry kameralne,
  - zespoły instrumentalne i wokalno-instrumentalne,
  - zespoły folklorystyczne,
  - zespoły muzyki dawnej i bandurzystów,
  - orkiestry instrumentów ludowych,
  - zespoły jazzowe, muzyki rozrywkowej i tańca nowoczesnego;
- wiek uczestników nie może przekroczyć 25 lat;
- każdy wykonawca musi posiadać w repertuarze jeden utwór polskiego kompozytora.

## Nagrody i wyróżnienia
Podczas festiwalu Rada Artystyczna przyznaje dwie główne nagrody:
- Grand Prix – Nagrodę Ministerstwa Edukacji Narodowej dla najlepszego wykonawcy festiwalu;
- Nagrodę Ministerstwa Kultury za najlepsze wykonanie utworu polskiego kompozytora.

Ponadto fundowane są nagrody dodatkowe:
- Nagroda Prezydenta Bydgoszczy,
- Nagroda Marszałka Województwa Kujawsko-Pomorskiego,
- Nagroda Wojewody Bydgoskiego,
- Nagroda Kujawsko-Pomorskiego Kuratora Oświaty i wiele innych.

Wszystkie zespoły biorące udział w Bydgoskich Impresjach Muzycznych otrzymują Srebrne Struny, a laureaci nagród – Złote Struny.

## Przegląd festiwali
| Rok  | Liczba zespołów konkurs. | Państwa | Nagroda Ministerstwa Edukacji Narodowej                                    | Nagroda Ministerstwa Kultury |
| 1983 |                          | Bułgaria, Czechosłowacja, NRD, Polska, Turcja, Węgry, ZSRR |                                                                            | |
| 1984 | 20                       | Belgia, Bułgaria, Finlandia, NRD, Polska, RFN, Rumunia, Turcja, Węgry, Włochy, Wielka Brytania, ZSRR                                                                                         |                                                                            | |
| 1985 |                          | 9 państw | chóry z NRD, zespół ludowy z Bułgarii, zespół rozrywkowy z Belgii          | |
| 1986 |                          | Austria, Belgia, Czechosłowacja, Bułgaria, Francja, NRD, Polska, RFN, Turcja, Węgry, Włochy, Jugosławia                                                                                      |                                                                            | |
| 1987 | 23                       | 13 państw m.in. Dania, NRD, Polska, RFN, Turcja, Wielka Brytania |                                                                            | |
| 1988 |                          | m.in. NRD, Polska, Dania, Turcja | Chóry z NRD, ZSRR, zespół instrumentalny z Danii                           | |
| 1989 |                          | 12 państw z Europy i Azji |                                                                            | |
| 1990 | 16                       | Belgia, Bułgaria, Dania, Francja, Gruzja, NRD, Polska, RFN, Rumunia, Turcja | Chóry z NRD, RFN, zespoły instrumentalne z Turcji i Polski                 | |
| 1991 | 13                       | m.in. Belgia, Polska, Turcja, ZSRR | Chóry z Polski i ZSRR, zespoły muzyczne z Belgii i Turcji                  | |
| 1992 |                          | 11 państw, m.in. Francja, Polska, Rosja | Kwartet fletowy z Francji, zespoły muzyczne z Polski i Rosji               | |
| 1993 | 14                       | Francja, Polska, Rumunia, Rosja, Szwecja, Turcja, Ukraina, Węgry | Chóry z Turcji i Rosji, zespoły instrumentalne z Francji, Rumunii i Polski | |
| 1994 | 18                       | 14 państw, m.in. Polska, Szwecja, Turcja, Węgry | „Capella an Antico” z Elbląga – Polska                                     | |
| 1995 |                          | | Chór „Rezonans” z Zabrza – Polska                                          | Jazz Big Band’75 – Polska |
| 1996 | 18                       | Białoruś, Francja, Polska, Rumunia, Szwecja, Turcja, Ukraina, Węgry |                                                                            | |
| 1997 | 18                       | m.in. Belgia, Macedonia |                                                                            | |
| 1998 | 30                       | 12 państw | chór żeński „Xiao Yin” – Chiny                                             | |
| 1999 | 22                       | Białoruś, Chiny, Czechy, Francja, Polska, Rumunia, Szwecja, Turcja, USA, Ukraina |                                                                            | |
| 2000 |                          | m.in. Belgia, Chiny, Ukraina, Węgry |                                                                            | |
| 2001 |                          | |                                                                            | |
| 2002 |                          | |                                                                            | |
| 2003 |                          | m.in. Białoruś, Ukraina, Polska | Zespół perkusyjny „Otherside” z Brześcia – Białoruś                        | Orkiestra Instrumentów Ludowych z Charkowa – Ukraina                                                                                    |
| 2004 |                          | m.in. Białoruś, Gruzja, Polska | Zespół „Poti” – Gruzja                                                     | |
| 2005 | 10                       | m.in. Białoruś, Hiszpania |                                                                            | |
| 2006 | 16                       | Białoruś, Bułgaria, Chiny, Czechy, Gruzja, Polska, Niemcy, Serbia, Turcja, Ukraina, Węgry | Zespół instrumentów dętych „Serenada” z Brześcia – Białoruś                | Zespół folklorystyczny „Iberia” z Tbilisi – Gruzja                                                                                      |
| 2007 | 22                       | Białoruś, Cypr, Czechy, Łotwa, Polska, Rumunia, Serbia, Słowacja, Szwecja, Turcja, Ukraina, Węgry                                                                                            | Kwartet klarnetowy „Optimum” – Ukraina                                     | Zespół instrumentalny „Ułybka” – Białoruś                                                                                               |
| 2008 | 13                       | Białoruś, Chorwacja, Cypr, Niemcy, Polska, Słowacja, Turcja, Ukraina, Węgry | Zespół instrumentalny „Muzzart” – Białoruś                                 | Zespół folklorystyczny „Besiktas” – Turcja                                                                                              |
| 2009 | 17                       | Białoruś, Bułgaria, Chiny, Czechy, Gruzja, Łotwa, Polska, Rosja, Serbia, Singapur, Szwecja, Węgry                                                                                            | Orkiestra “Nus Chinese Orchestra” – Singapur                               | Miejska Orkiestra Kameralna „Archetti” – Polska oraz trio „Victoria” – Białoruś                                                         |
| 2010 | 21                       | Białoruś, Grecja, Gruzja, Polska, Serbia, Szkocja, Szwecja, Turcja, Ukraina, Węgry | Junior Jazz Big Band’75 – Polska                                           | Chór mieszany „Youth Tavrida Choir”– Ukraina oraz zespół „Voice Factory” – Polska                                                       |
| 2011 | 18                       | Białoruś, Bułgaria, Chiny, Gruzja, Łotwa, Macedonia, Polska, Rosja, Słowacja, Turcja, Ukraina, Węgry                                                                                         | Chór kameralny „Brevis” – Rosja                                            | Zespół muzyki ludowej „Student Art Troupe” – Chiny oraz orkiestra instrumentów ludowych – Ukraina                                       |
| 2012 | 18                       | Białoruś, Czechy, Indie, Łotwa, Polska, Rosja, Turcja, Węgry, Grand Prix - Zespół wokalny „Mezza Voce” – Polska                                                                              | Zespół folklorystyczny „Ifem” - Turcja                                     | Zespół folklorystyczny „Białcanie” - Polska oraz Trio akordeonowe „Victoria” – Białoruś                                                 |
| 2013 | 19                       | Białoruś, Cypr, Czechy, Litwa, Meksyk, Polska, Rosja, Ukraina, Grand Prix – Chór „Staccato” – Meksyk                                                                                         |                                                                            | Zespół Instrumentalny „Russian Style” – Rosja oraz Orkiestra Instrumentów Ludowych – Ukraina                                            |
| 2014 | 24                       | Belgia, Bułgaria, Chiny, Czechy, Irlandia, Łotwa, Niemcy, Polska, Rosja, Serbia, Słowacja, Turcja, Węgry, Grand Prix – Orkiestra Kameralna Państwowej Szkoły Muzycznej z Sochaczewa – Polska |                                                                            | Zespół Folklorystyczny The National School of Folk Arts „Philip Kutev” – Bułgaria oraz Chór Mieszany „Waelrant Youth Choir” – Belgia    |
| 2015 | 21                       | Białoruś, Bułgaria, Chiny, Czechy, Cypr, Polska, Południowa Afryka, Rumunia, Serbia, Turcja, Ukraina, USA, Węgry, Grand Prix – Zespół folklorystyczny „Rozova Dolina” – Bułgaria             |                                                                            | Chór mieszany „Kwazulu Natal Youth Choir” – Południowa Afryka i Kameralny Zespół Muzyki Dawnej „Incalzando” – Polska                    |
| 2016 | 23                       | Belgia, Białoruś, Czechy, Estonia, Łotwa, Polska, Południowa Afryka, Serbia, Słowacja, Ukraina, USA, Węgry, Grand Prix – „Accordion Quintet Kragujevac” – Serbia                             |                                                                            | „Vocaal Ensemble Caloroso” – Belgia, Zespół folklorystyczny „Maly Vtacnik” – Słowacja oraz Zespół Pieśni i Tańca „Grajewianie” – Polska |

## Galeria

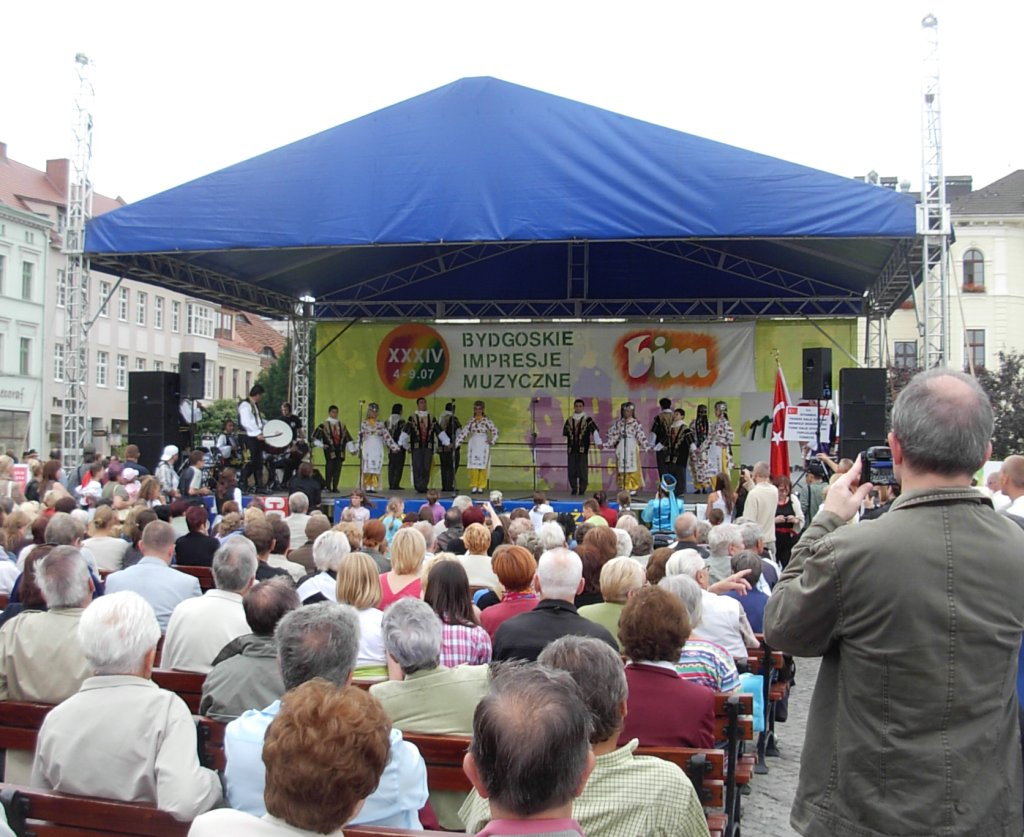
XXXIV BIM. Zespół folklorystyczny Ifem, Stambuł-Turcja
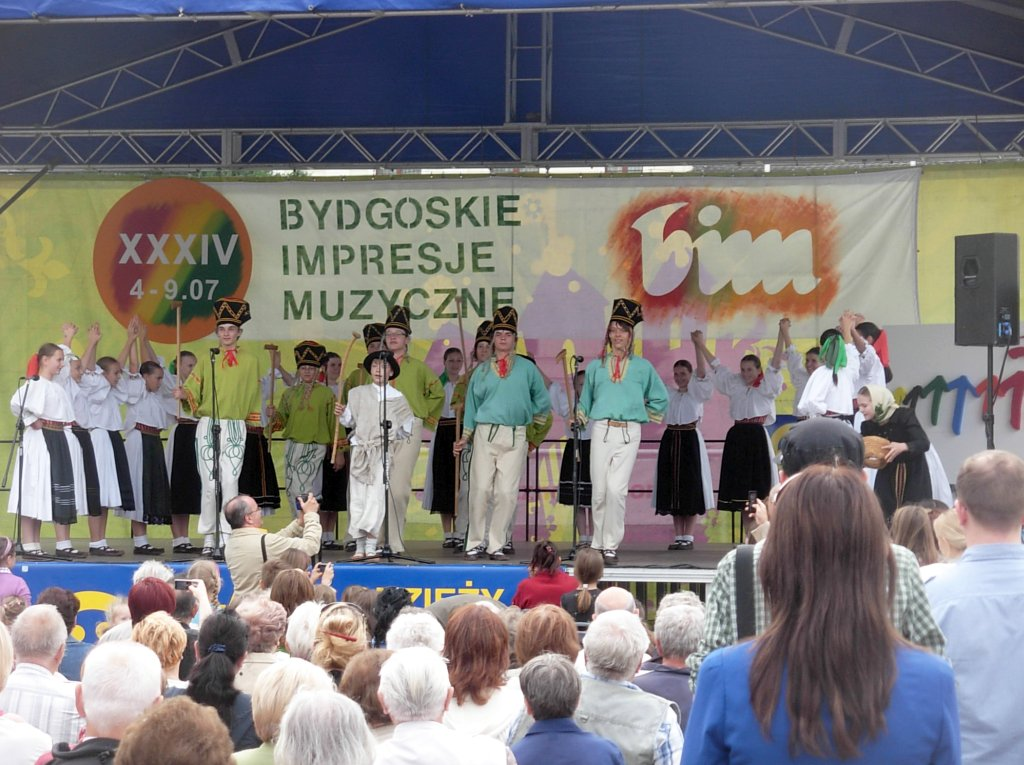
XXXIV BIM w 2011 r. Zespół folklorystyczny Maly Vtacnik, Priewidza-Słowacja
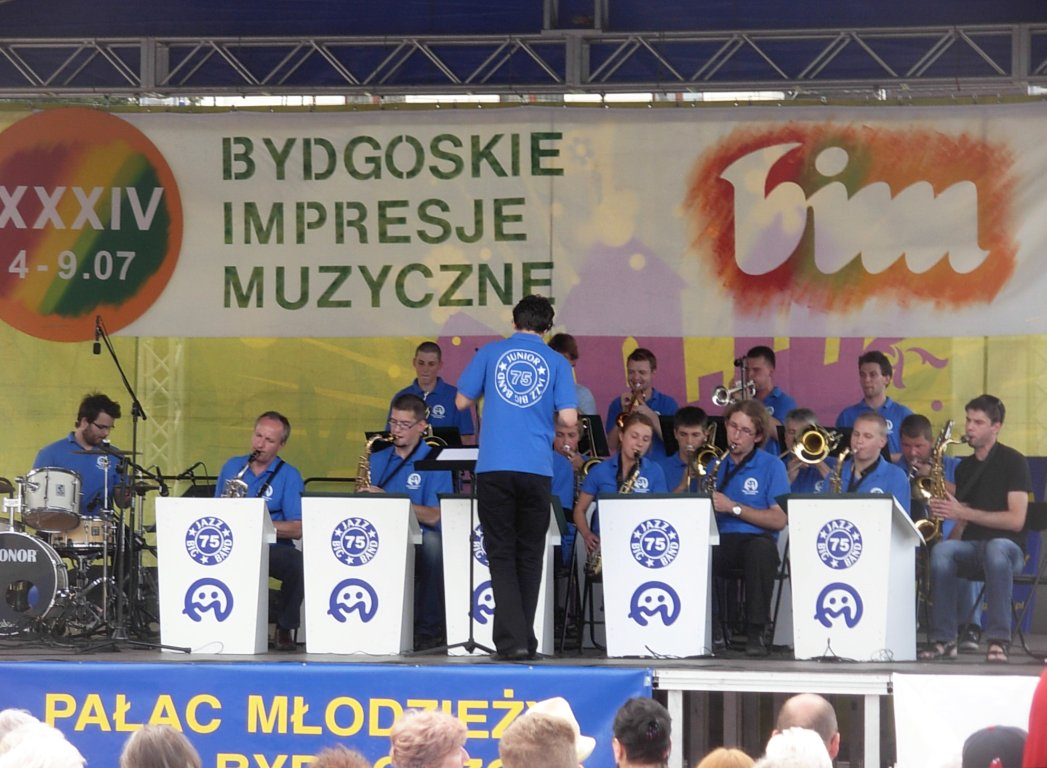
XXXIV BIM. Zespół Junior Jazz Big Band, Polska